# Scott Bradlee’s Postmodern Jukebox
Scott Bradlee’s Postmodern Jukebox ist eine von Scott Bradlee geleitete US-amerikanische Musikgruppe ohne feste Besetzung. Das Repertoire besteht aus Jazzarrangements zeitgenössischer Popmusik.

## Werdegang
Die Gruppe veröffentlichte ihren ersten Titel 2010 über Youtube. Ihren Durchbruch erzielte sie allerdings erst im Jahre 2013 mit dem Cover von „Thrift Shop“ – dieses erreichte nach rund 3 Monaten 1,8 Millionen Zuschauer. 2016 wurden für alle veröffentlichten Videos über 500 Millionen Zuschauer erreicht. Sie vertreiben ihre Musik darüber hinaus auch über Spotify und erreichen dort über 1 Million monatliche Hörer.
Zu der wechselnden Besetzung gehörten bislang unter anderem der Saxophonist Dave Koz und die Sänger Blake Lewis, Casey Abrams, Haley Reinhart, Morgan James, Mike Geier (alias Big Mike und Puddles Pity Party) und Shoshana Bean. Einige Titel entstanden mit der schwedischen Sängerin und Multiinstrumentalistin Gunhild Carling. Die Band veröffentlichte diverse Alben, darunter mittlerweile drei Kompilationen, und war mehrfach erfolgreich auf Tournee in Europa.

## Diskografie
- 2013: Introducing Postmodern Jukebox (EP)
- 2014: Twist is the New Twerk
- 2014: Clubbin' With Grandpa
- 2014: Historical Misappropriation
- 2014: A Very Postmodern Christmas
- 2015: Selfies on Kodachrome
- 2015: Emoji Antique
- 2015: Swipe Right For Vintage
- 2015: Top Hat On Fleek
- 2016: PMJ And Chill
- 2016: Swing the Vote
- 2016: Squad Goals
- 2016: The Essentials (Kompilation)
- 2017: 33 Resolutions Per Minute
- 2017: Fake Blues
- 2017: New Gramophone, Who Dis?
- 2017: The New Classics (Recorded Live!) (Live-Album)
- 2018: Jazz Me Outside Pt. 1
- 2018: Jazz Me Outside Pt. 2
- 2018: Learn To Floss in 3 Easy Steps
- 2018: Blue Mirror
- 2018: The Essentials II (Kompilation)
- 2019: Sepia Is the New Orange
- 2019: Jazz Age Thirst Trap
- 2019: Throwback Clapback
- 2020: BACK When They Called It Music: The '90s, Vol. 1 (Kompilation)
- 2020: Postmodern Jukebox at the Piano (Piano Version)
- 2020: OK Crooner
- 2021: The Essentials III
- 2022: OldieFans
- 2023: The Fourth Tuning
- 2024: Puttin' On the Rizz
- 2025: The Essentials IV